# 国際連盟規約
国際連盟規約（こくさいれんめいきやく）は、国際連盟の憲章である。パリ講和会議において1919年6月28日にベルサイユ条約第1章として調印され、1920年1月10日に他の条約とともに発効した。

## 制定
国際連盟の構想は、第一次世界大戦終決前から作成されていた。ロンドンのブライス・グループが作成した案は、1915年に設立されたイギリスの国際連盟協会で採用された。また、ニューヨークのセンチュリー・アソシエーションのハミルトン・ホルト、ウィリアム・ベイリー・ハウランドらが参加するアメリカのグループも、独自の案を出していた。この計画は、元アメリカ大統領ウィリアム・タフトが中心となって設立した平和施行同盟に大きく支持された。1916年12月、ロバート・セシル卿は、設立される予定の連盟の規約を起草する公式委員会の設置を提案した。1918年2月、ウォルター・フィリモアを中心に、エア・クロウ、ウィリアム・ティレル、セシル・ハーストらが加わったイギリスの委員会（後にフィリモア委員会と呼ばれる）が発足した。アメリカ大統領ウッドロウ・ウィルソンは、フィリモア委員会の報告書には関心を示さず、友人のエドワード・M・ハウス大佐の助けを借りて、最終的に3つの規約案を作成した。1918年12月には、ヤン・スマッツが別の提案を行った。
1919年に開催されたパリ講和会議では、連盟の規約を策定するための委員会が任命された。委員会のメンバーは以下の通りである。
- ウッドロウ・ウィルソン（議長）
- エドワード・M・ハウス（ アメリカ合衆国）
- ロバート・セシル、ヤン・スマッツ（ イギリス）
- レオン・ブルジョワ、フェルディナン・ラルノード（ラテン語版）（ フランス共和国）
- ヴィットーリオ・エマヌエーレ・オルランド首相、ヴィットーリオ・シャロイヤ（イタリア語版）（ イタリア王国）
- 牧野伸顕外相、珍田捨巳（ 大日本帝国）
- ポール・ヘイマンス（英語版）（ ベルギー）
- エピタシオ・ペソア（英語版）（ ブラジル）
- 顧維鈞（ 中華民国）
- ハイメ・バターリャ・レイス（英語版）（ ポルトガル王国）
- ミレンコ・ヴェスニッチ（英語版）（ セルビア王国）

その後、チェコスロバキア、ギリシャ、ポーランド、ルーマニアの代表が加わった。ハーストとウィルソン大統領の顧問であるデイヴィッド・ハンター・ミラーが共同で執筆した予備的な草案が検討された。1919年の1月から4月の間に、このグループは10回にわたって会合を開いた。
その後の交渉では、各国から様々な大きな反対意見が出た。フランスは、連盟の決定を遂行するために国際的な軍隊を設立することを望んだが、イギリスはそのような軍隊がフランスに支配されることを懸念した。アメリカは、議会のみが宣戦布告できるということに同意できなかった。日本は、従来の宗教的平等の条項と並行して、人種的平等の原則を規定した条項を入れることを要求した。これには、アメリカの政治家を中心に大きな反発があり、ウィルソン自身もこの問題を無視していた。
ウィルソンが不在の間に、国際的な平等の問題が再び提起された。「国家の平等とその国民の公正な扱い」を支持する動議の採決が行われ、19人の代表のうち11人が支持した。ウィルソンが戻ってきた後、他の代表者の「重大な異議」によって多数決が否定されたと発表し、修正案は却下された。最終的に1919年4月11日、ハースト・ミラー修正案が承認されたが、国家の平等、人種の平等、連盟が様々な権限を実際に実行する方法など、これまでに提起された疑問点は完全に解決されていなかった。
新しい連盟には、全加盟国が代表を出す「総会」、大国に限定された「執行評議会」、常設の「事務局」が設置されることになっていた。加盟国は、他の加盟国の領土保全を尊重し、外部からの攻撃に対して保全すること、そして国内の安全に合致する最低限度の水準まで武装解除することが求められていた。全ての国は、戦争を始める前に、仲裁または司法調査のために苦情を提出することが求められていた。執行理事会は、紛争の判断を下すために常設国際司法裁判所を設立することになっていた。
この条約は1920年1月10日に発効した。1924年に第4条、第6条、第12条、第13条、第15条が改正された。この条約は、国際連合憲章と同様の条項と構造を持っている。

## 構成
- 第1条 - 加盟と脱退
- 第2条 - 機関
- 第3条 - 連盟総会
- 第4条 - 連盟理事会
- 第5条 - 総会と理事会の議事
- 第6条 - 連盟事務局
- 第7条 - 連盟本部所在地、職員、特権
- 第8条 - 軍備縮小
- 第9条 - 常設軍事委員会
- 第10条 - 領土保全と政治的独立
- 第11条 - 戦争の脅威
- 第12条 - 紛争の平和的解決
- 第13条 - 裁判
- 第14条 - 常設国際司法裁判所
- 第15条 - 紛争の解決手続
- 第16条 - 違約国に対する経済制裁
- 第17条 - 非連盟国の関係する紛争
- 第18条 - 条約の登録
- 第19条 - 平和的調整
- 第20条 - 規約と両立しない国際約定
- 第21条 - 平和に関する約定
- 第22条 - 委任統治
- 第23条 - 人道的、社会的、経済的国際協力
- 第24条 - 国際事務局
- 第25条 - 赤十字篤志機関
- 第26条 - 改正
- 附属書